# Premierzy Irlandii
Chronologiczna lista szefów rządu Irlandii – Aktualna nazwa urzędu premiera Irlandii brzmi Taoiseach.

## Historia tytulatury
| Szef rządu                                                           | Zastępca                                                           | Nazwa rządu                                     | Nazwa państwa            | Konstytucja                              | Lata                                                            |
| -------------------------------------------------------------------- | ------------------------------------------------------------------ | ----------------------------------------------- | ------------------------ | ---------------------------------------- | --------------------------------------------------------------- |
| Prezydent Dáil Éireann (Príomh Aire) Prezydent Republiki Irlandzkiej | brak                                                               | Aireacht                                        | Republika Irlandzka      | Dáil Constitution                        | 21 stycznia 1919–6 grudnia 1922 26 sierpnia 1921-6 grudnia 1922 |
| Przewodniczący Rządu Tymczasowego                                    | brak                                                               | Rząd tymczasowy (Rialtas Sealadach na hÉireann) | Irlandia Południowa      | Irish Free State (Agreement) Act 1922    | 3 maja 1921 – 6 grudnia 1922                                    |
| Prezydent Rady Wykonawczej (Uachtaráin na hArd-Chomhairle)           | Wiceprezydent Rady Wykonawczej (Leas-Uachtarán na hArd-Chomhairle) | Rada Wykonawcza (Ard-Chomhairle)                | Wolne Państwo Irlandzkie | Konstytucja Wolnego Państwa Irlandzkiego | 6 grudnia 1922 – 29 grudnia 1937                                |
| Taoiseach                                                            | Tánaiste                                                           | Rialtas                                         | Éire / Irlandia          | Konstytucja Irlandii                     | 29 grudnia 1937 – nadal                                         |

## Chronologiczna lista
| #    | Imię i Nazwisko                     | Portret              | Kadencja             | Kadencja             | Partia polityczna                       | Partia polityczna      | Rząd                |
| #    | Imię i Nazwisko                     | Portret              | Od                   | Do                   | Partia polityczna                       | Partia polityczna      | Rząd                |
| ---- | ----------------------------------- | -------------------- | -------------------- | -------------------- | --------------------------------------- | ---------------------- | ------------------- |
| 1    | Cathal Brugha (1874–1922)           |                      | 21 stycznia 1919     | 1 kwietnia 1919      |                                         | Sinn Féin              | •                   |
| 2    | Éamon de Valera (1882–1975)         |                      | 1 kwietnia 1919      | 26 sierpnia 1921     | 1                                       | Sinn Féin              |                     |
| 2    | Éamon de Valera (1882–1975)         | 26 sierpnia 1921     | 9 stycznia 1922      | 2                    |                                         | Sinn Féin              |                     |
| 3    | Arthur Griffith (1872–1922)         |                      | 10 stycznia 1922     | 12 sierpnia 1922     |                                         | Sinn Féin (traktatowa) | •                   |
| 4    | Michael Collins (1890–1922)         |                      | 16 stycznia 1922     | 22 sierpnia 1922     | •                                       | Sinn Féin (traktatowa) |                     |
| 5    | William Thomas Cosgrave (1880–1965) |                      | 22 sierpnia 1922     | 30 sierpnia 1922     | •                                       |                        | Cumann na nGaedhael |
| 5    | William Thomas Cosgrave (1880–1965) | 30 sierpnia 1922     | 6 grudnia 1922       | 1                    |                                         |                        | Cumann na nGaedhael |
| 5    | William Thomas Cosgrave (1880–1965) | 6 grudnia 1922       | 19 września 1923     | 2                    |                                         |                        | Cumann na nGaedhael |
| 5    | William Thomas Cosgrave (1880–1965) | 19 września 1923     | 23 czerwca 1927      | 3                    |                                         |                        | Cumann na nGaedhael |
| 5    | William Thomas Cosgrave (1880–1965) | 23 czerwca 1927      | 11 października 1927 | 4                    |                                         |                        | Cumann na nGaedhael |
| 5    | William Thomas Cosgrave (1880–1965) | 11 października 1927 | 2 kwietnia 1930      | 5                    |                                         |                        | Cumann na nGaedhael |
| 5    | William Thomas Cosgrave (1880–1965) | 2 kwietnia 1930      | 9 marca 1932         | 6                    |                                         |                        | Cumann na nGaedhael |
| (2)  | Éamon de Valera (1882–1975)         |                      | 9 marca 1932         | 8 lutego 1933        |                                         | Fianna Fáil            | 3                   |
| (2)  | Éamon de Valera (1882–1975)         | 8 lutego 1933        | 21 lipca 1937        | 4                    |                                         | Fianna Fáil            |                     |
| (2)  | Éamon de Valera (1882–1975)         | 21 lipca 1937        | 29 grudnia 1937      | 5                    |                                         | Fianna Fáil            |                     |
| (2)  | Éamon de Valera (1882–1975)         | 29 grudnia 1937      | 30 czerwca 1938      | 6                    |                                         | Fianna Fáil            |                     |
| (2)  | Éamon de Valera (1882–1975)         | 30 czerwca 1938      | 1 lipca 1943         | 7                    |                                         | Fianna Fáil            |                     |
| (2)  | Éamon de Valera (1882–1975)         | 1 lipca 1943         | 9 czerwca 1944       | 8                    |                                         | Fianna Fáil            |                     |
| (2)  | Éamon de Valera (1882–1975)         | 9 czerwca 1944       | 18 lutego 1948       | 9                    |                                         | Fianna Fáil            |                     |
| 6    | John A. Costello (1891–1976)        |                      | 18 lutego 1948       | 13 czerwca 1951      |                                         | Fine Gael              | 1                   |
| (2)  | Éamon de Valera (1882–1975)         |                      | 13 czerwca 1951      | 2 czerwca 1954       |                                         | Fianna Fáil            | 10                  |
| (6)  | John A. Costello (1891–1976)        |                      | 2 czerwca 1954       | 20 marca 1957        |                                         | Fine Gael              | 2                   |
| (2)  | Éamon de Valera (1882–1975)         |                      | 20 marca 1957        | 23 czerwca 1959      |                                         | Fianna Fáil            | 11                  |
| 7    | Seán Lemass (1899–1971)             |                      | 23 czerwca 1959      | 11 października 1961 | 1                                       | Fianna Fáil            |                     |
| 7    | Seán Lemass (1899–1971)             | 11 października 1961 | 21 kwietnia 1965     | 2                    |                                         | Fianna Fáil            |                     |
| 7    | Seán Lemass (1899–1971)             | 21 kwietnia 1965     | 10 listopada 1966    | 3                    |                                         | Fianna Fáil            |                     |
| 8    | Jack Lynch (1917–1999)              |                      | 10 listopada 1966    | 2 lipca 1969         | 1                                       | Fianna Fáil            |                     |
| 8    | Jack Lynch (1917–1999)              | 2 lipca 1969         | 14 marca 1973        | 2                    |                                         | Fianna Fáil            |                     |
| 9    | Liam Cosgrave (1920–2017)           |                      | 14 marca 1973        | 5 lipca 1977         |                                         | Fine Gael              | •                   |
| (8)  | Jack Lynch (1917–1999)              |                      | 5 lipca 1977         | 11 grudnia 1979      |                                         | Fianna Fáil            | 3                   |
| 10   | Charles Haughey (1925–2006)         |                      | 11 grudnia 1979      | 30 czerwca 1981      | 1                                       | Fianna Fáil            |                     |
| 11   | Garret FitzGerald (1926–2011)       |                      | 30 czerwca 1981      | 9 marca 1982         |                                         | Fine Gael              | 1                   |
| (10) | Charles Haughey (1925–2006)         |                      | 9 marca 1982         | 14 grudnia 1982      |                                         | Fianna Fáil            | 2                   |
| (11) | Garret FitzGerald (1926–2011)       |                      | 14 grudnia 1982      | 10 marca 1987        |                                         | Fine Gael              | 2                   |
| (10) | Charles Haughey (1925–2006)         |                      | 10 marca 1987        | 12 lipca 1989        |                                         | Fianna Fáil            | 3                   |
| (10) | Charles Haughey (1925–2006)         | 12 lipca 1989        | 11 lutego 1992       | 4                    |                                         | Fianna Fáil            |                     |
| 12   | Albert Reynolds (1932–2014)         |                      | 11 lutego 1992       | 12 stycznia 1993     | 1                                       | Fianna Fáil            |                     |
| 12   | Albert Reynolds (1932–2014)         | 12 stycznia 1993     | 15 grudnia 1994      | 2                    |                                         | Fianna Fáil            |                     |
| 13   | John Bruton (1947–2024)             |                      | 15 grudnia 1994      | 26 czerwca 1997      |                                         | Fine Gael              | •                   |
| 14   | Bertie Ahern (ur. 1951)             |                      | 26 czerwca 1997      | 6 czerwca 2002       |                                         | Fianna Fáil            | 1                   |
| 14   | Bertie Ahern (ur. 1951)             | 6 czerwca 2002       | 14 czerwca 2007      | 2                    |                                         | Fianna Fáil            |                     |
| 14   | Bertie Ahern (ur. 1951)             | 14 czerwca 2007      | 7 maja 2008          | 3                    |                                         | Fianna Fáil            |                     |
| 15   | Brian Cowen (ur. 1960)              |                      | 7 maja 2008          | 9 marca 2011         | •                                       | Fianna Fáil            |                     |
| 16   | Enda Kenny (ur. 1951)               |                      | 9 marca 2011         | 6 maja 2016          |                                         | Fine Gael              | 1                   |
| 16   | Enda Kenny (ur. 1951)               | 6 maja 2016          | 14 czerwca 2017      | 2                    |                                         | Fine Gael              |                     |
| 17   | Leo Varadkar (ur. 1979)             |                      | 14 czerwca 2017      | 27 czerwca 2020      | 1                                       | Fine Gael              |                     |
| 18   | Micheál Martin (ur. 1960)           |                      | 27 czerwca 2020      | 17 grudnia 2022      |                                         | Fianna Fáil            | 1                   |
| (17) | Leo Varadkar (ur. 1979)             |                      | 17 grudnia 2022      | 9 kwietnia 2024      | rowspan="2" style="background:#6699FF;" | Fine Gael              | 2                   |
| 19   | Simon Harris (ur. 1986)             |                      | 9 kwietnia 2024      | 23 stycznia 2025     | 1                                       | Fine Gael              |                     |
| (18) | Micheál Martin (ur. 1960)           |                      | 23 stycznia 2025     | nadal                |                                         | Fianna Fáil            | 2                   |